# Turquerie

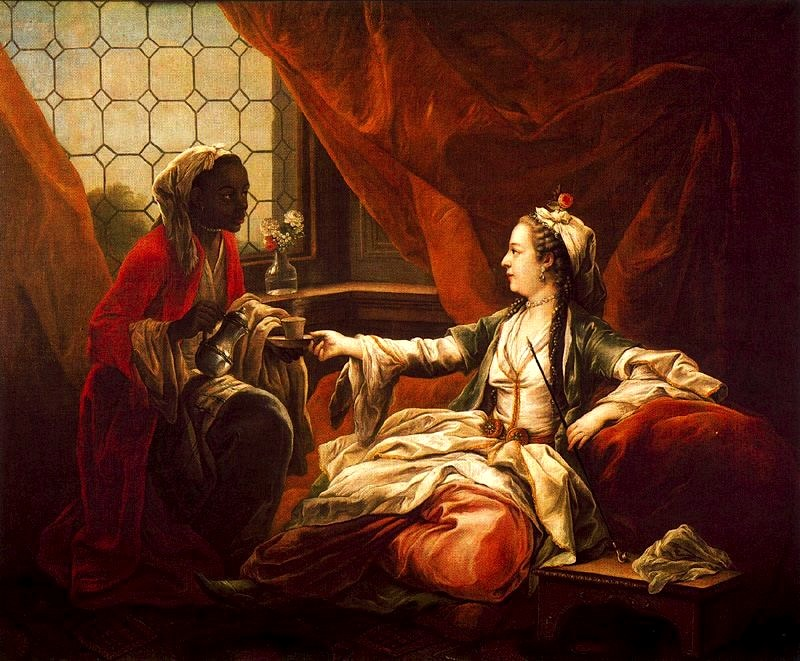
Madame de Pompadour peinte en femme turque en 1747 par Charles André van Loo.

Une turquerie désigne une œuvre d'art issue de la mode orientaliste développée en Europe de l'Ouest durant les XVIe et XVIIIe siècles, qui représente ou imite différents aspects de l'art et de la culture turcs.
De nombreux pays d'Europe occidentale ont développé à cette période une fascination pour la culture exotique et encore relativement peu connue de la Turquie, qui était au centre de l'Empire ottoman, ce dernier — dans sa globalité — constituant la seule puissance extérieure capable d'exercer une menace militaire sur l'Europe.
L'Occident a vu croître un intérêt pour les produits et les arts en provenance de Turquie, notamment la musique, les beaux-arts et l'architecture. Ce phénomène de mode s'est encore accru à mesure des relations commerciales et diplomatiques entre les Ottomans et les nations européennes, comme en témoigne l'alliance franco-ottomane de 1536. Les ambassadeurs et les négociants, de retour chez eux, racontaient souvent  des souvenirs de lieux exotiques mêlés de leurs aventures romancées.
L'art européen a souvent reflété cette tendance : la musique, la peinture, l'architecture et les objets artisanaux se sont inspirés des styles turc et ottoman, ainsi que des méthodes de production. Les toiles en particulier représentaient les Ottomans avec des couleurs éclatantes et des forts contrastes, suggérant ainsi leur nature exotique.

## Histoire du mouvement
Avec les grandes découvertes, entre les XVe et XVIIIe siècles, le nombre de produits exotiques disponibles a explosé, tandis que les Européens pouvaient commencer à imaginer et explorer le monde sur papier à partir des nouvelles cartes géographiques. La tendance à l'exotisme accordait également de la valeur aux choses d'origines lointaines, alors que les Européens tout comme les Ottomans prenaient conscience de leur identité à l'aune du monde extérieur. Progressivement, les Ottomans cessaient d'être perçus par les Européens comme une menace militaire, en dépit de leur occupation continue des Balkans et de campagnes militaires comme le siège et la bataille de Vienne en 1683.
De nouveaux modes de consommation apparaissaient, en particulier depuis que les bateaux de commerce capables de contourner l'Afrique rendaient plus abordables certaines denrées auparavant particulièrement coûteuses. D'autre part, la consommation était également un moyen d'afficher sa position financière, sociale et culturelle. Le café est un tel exemple de production rendue plus populaire par sa “découverte” par les Européens en pays ottoman.

## Les turqueries dans la musique
La musique des opéras qui utilisaient la notion de turquerie n'était pas sérieusement influencée par la musique turque. Les compositeurs du XVIIIe siècle ne s'intéressaient pas à l'ethnomusicologie, pour adopter le style sonore d'un pays ou d'une région particulière. Le public européen n'était pas encore prêt à accepter le style musical qu'il considérait comme primitif du peuple turc. La musique traditionnelle turque comprenait des hauteurs de sons ondulantes, des microtonalités, des arabesques, des systèmes de gammes différents et des motifs rythmiques non occidentaux. Les Européens considéraient ce type de musique, comme Wolfgang Amadeus Mozart l'a dit un jour, comme « offensant pour les oreilles ». En avoir de courts éclats dans les opéras était courant, mais juste pour ajouter un effet comique.
En musique, l'orientalisme peut s'appliquer à des styles se produisant à des périodes différentes, comme le terme alla turca, utilisée par de multiples compositeurs dont Mozart et Beethoven.

### Opéra

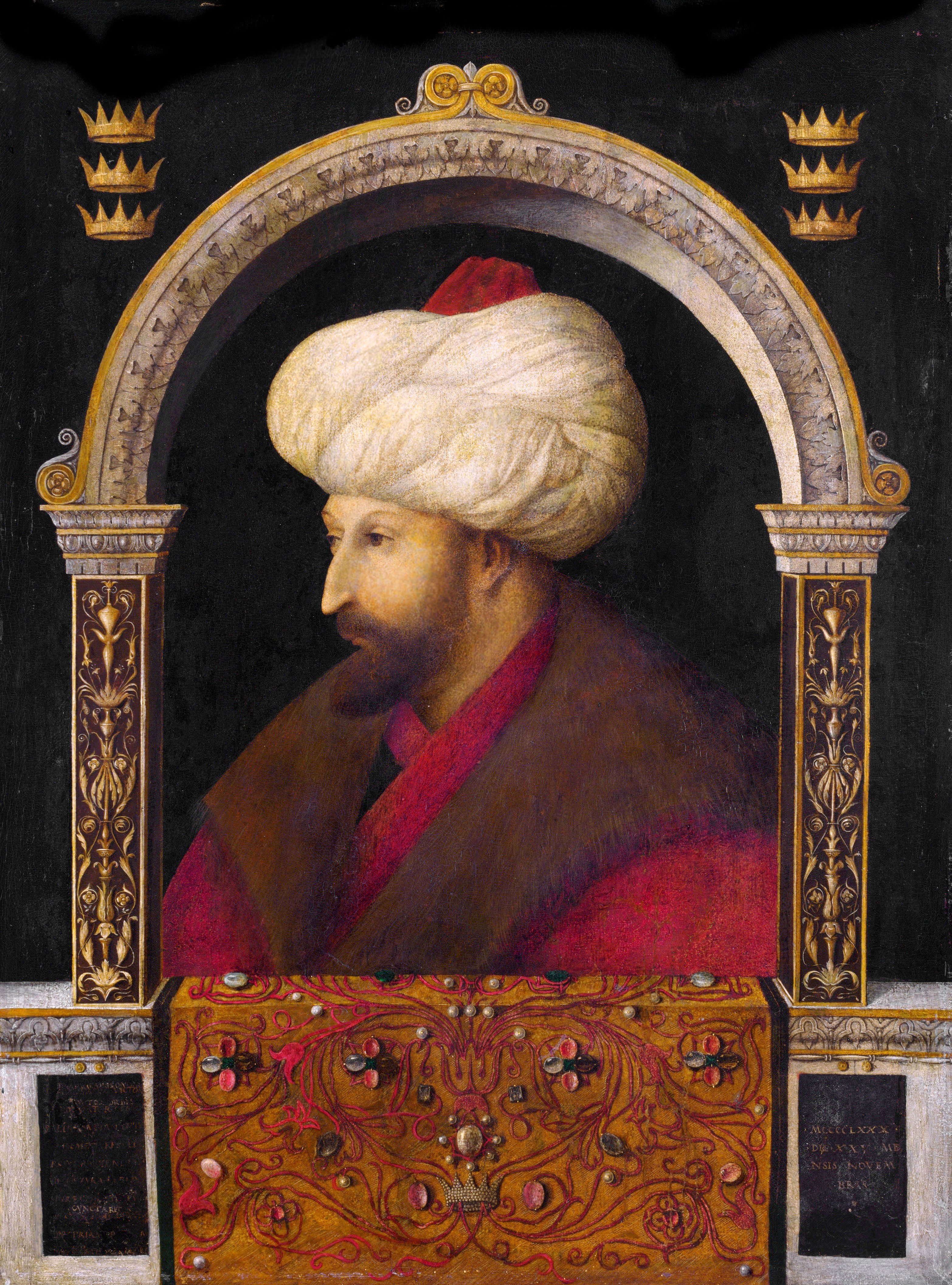
Portrait du sultan Mehmed II par Gentile Bellini (vers 1480, mais largement repeint plus tard), qui a visité Istanbul et peint de nombreuses scènes de la ville.

L'opéra européen a été fortement influencé par l'idée de turquerie. Mehmet le Conquérant (1432-1481), l'un des sultans les plus éminents de l'Empire ottoman, a fait l'objet de nombreux opéras. Sa conquête de Constantinople en 1453 a servi de base à l'opéra allemand Mahumeth II, composé par Reinhard Keiser en 1693. En 1820, Gioachino Rossini a composé Maometto II, qui se déroule pendant le Siège de Négrepont (1470) par les forces de l'Empire ottoman, dirigées par le sultan Mehmed II.
En outre, il existe de nombreux opéras basés sur les conflits en cours entre Timur et Beyazid I, notamment Tamerlano de Georg Friedrich Haendel. Ces histoires de persévérance et de passion ont séduit de nombreux Européens et ont donc gagné en popularité. L'un des genres d'opéra les plus importants en France était la tragédie en musique, dépeinte par Skanderberg, avec une musique de François Rebel et François Francoeur, sur un livret de Antoine Houdar de la Motte en 1735. Cet opéra était visuellement l'un des plus élaborés des opéras turcs, avec des conceptions scéniques détaillées pour les mosquées et les cours du sérail. De nombreux personnages exotiques y étaient également représentés.
Les opéras utilisant des thèmes de turquerie étaient dans les langues européennes habituelles mais tentaient d'imiter la culture et les coutumes turques. Ils offraient un monde de fantaisie, de splendeur et d'aventure inaccessible pour le commun des mortels. Les spectateurs étaient fascinés par les institutions turques et ottomanes représentées. Les histoires et les implications ainsi que les costumes extravagants et les mises en scène élaborées plaisaient aux gens. Les Européens avaient besoin de réalité dans leur représentation des peuples turcs. Lors des représentations, les femmes étaient souvent à la dernière mode, la couleur locale étant suggérée par des vêtements étrangers ou de nombreux ornements. Les hommes avaient tendance à porter des vêtements turcs plus authentiques que les femmes, notamment un turban, une ceinture, un long caftan et des liens en tissu riche, car les vêtements féminins turcs authentiques étaient souvent restrictifs et unis.
Dans le goût pour les « turqueries », les bals masqués et mascarades permettaient d’employer des tenues d’inspiration « ottomane » dans un contexte de divertissement. Ce que l’on perçoit dans la gravure de Charles- Nicolas Cochin l’Ancien, d’après un dessin de son fils Charles-Nicolas le Jeune. Celle-ci figure une représentation du bal masqué organisé par le Roi Louis XV, lors des festivités du mariage de son fils le Dauphin, avec l’Infante d’Espagne, Maria Teresa, le 25 février 1745, à la Galerie des Glaces de Versailles. Intitulé « Le Bal des Ifs », la gravure montre un couple masqué et vêtu d’une tenue occidentale d’inspiration « ottomane » (à la turque dans le texte), au premier plan à gauche du tableau. Autour d’eux, plusieurs personnages portent des déguisements composés d’imposantes têtes, coiffées de sorte de turbans. L’identité des invités était alors cachée, suscitant mystère et intrigue.

### Exemples de turquerie en musique
- Musique conclusive du Bourgeois gentilhomme de Jean-Baptiste Lully (avec la Marche pour la cérémonie des Turcs).
- Le Turc généreux, première entrée des Indes galantes de Jean-Philippe Rameau.
- L'Enlèvement au sérail de Wolfgang Amadeus Mozart.
- La Marche turque du même Mozart.
- La Marche turque de Ludwig van Beethoven.